# Drăgănești, Prahova
Drăgănești là một xã thuộc hạt Prahova, România. Dân số thời điểm năm 2002 là 5241 người.